# Pochyta perezi
Pochyta perezi là một loài nhện trong họ Salticidae.
Loài này thuộc chi Pochyta. Pochyta perezi được Lucien Berland & Millot miêu tả năm 1941.